# Dmitri Walerjewitsch Chochlow
Dmitri Walerjewitsch Chochlow (russisch Дми́трий Вале́рьевич Хохло́в; * 22. Dezember 1975 in Krasnodar) ist ein ehemaliger russischer Fußballspieler und heutiger -trainer, der auf der Position des Mittelfeldspielers agierte.

## Karriere

### Verein
Dmitri Chochlow wurde vom FK Kuban Krasnodar ausgebildet. Sein Debüt in der ersten Liga gab er 1992 für den PFK ZSKA Moskau, er entwickelte sich schnell zu einem der wichtigsten Spieler der Mannschaft. 1997 wechselte er für ein Jahr zu Torpedo Moskau. Von der Saison 1998 bis Januar 2000 spielte er für den niederländischen Verein PSV Eindhoven. Im Winter 2000 erwarb Real Sociedad San Sebastián für den vereinsinternen Rekordbetrag von 4,8 Millionen Dollar die Dienste von Dmitri Chochlow. Im Jahre 2003 kehrte er nach Russland zurück zu Lokomotive Moskau. Seit 2006 spielte er für den FK Dynamo Moskau. Im Oktober 2010 kündigte er seinen Rücktritt zum Ende der Saison an.

### Nationalmannschaft
Chochlow gehörte unter Trainer Oleg Romanzew zum Aufgebot der russischen Nationalmannschaft bei der Fußball-Europameisterschaft 1996 und bei der Fußball-Weltmeisterschaft 2002. Insgesamt machte er in der russischen Mannschaft 53 Spiele und erzielte sechs Tore.